# Итумбиара (ГЭС)
Итумбиарская ГЭС (порт. Itumbiara) — гидроэлектростанция на реке Паранаиба, расположенная в штате Гояс, Бразилия.
ГЭС названа по имени города Итумбиара, который находится ниже по течении реки от плотины. Установленная мощность электростанции составляет 2082 МВт (66-е место в мире, на момент постройки 17-е), размещено 6 генераторов.

## История
В период с 1963 по 1965 года консорциум американских, канадских и бразильских фирм изучал и выбирал участки в Бразилии для строительства плотин, которые могли бы помочь в развитии региона с помощью электроэнергии. Первоначально плотина Итумбиара должна была иметь ме́ньшую высоту, что позволило бы построить две другие плотины выше по течению. Изменения в планах увеличили высоту плотины, размер её водохранилища, устранили необходимость в двух плотинах вверх по течению и удвоили выработку энергии.

## Строительство
Строительство плотины началось в ноябре 1974 года, а река была отведена деривационный канал в сентябре 1976 года. В 1 октября 1979 года канал окончательно закрыли, и водохранилище начало заполнятся . Левая грунтовая плотина была насыпана к 30 сентября 1979 года, правая же к 30 ноября того же года. ГЭС и дамба были завершены в 1980 году. 97 % фирм были бразильскими и 90 % поставок также были отечественными. Несмотря на технические трудности, плотина была завершена в срок. Изначально планируемая стоимость плотины составляла около 440 миллионов долларов, в последствии расходы на её строительство повысилась до 718 миллионов долларов. Вместе с ЛЭП проект стоил 1,1 миллиарда долларов.

## ГЭС и характеристики
27 апреля 1980 года первый генератор подключился к сети, а последний — 30 декабря 1981 года, всего через две недели после завершения строительства электростанции. Сама станция в ширину 26 метров, и в длину 223 метра.
ГЭС имеет 6 радиально-осевых турбин, 6 водосбросных желобов и один козловой кран. Плотина состоит из трёх частей: гравитационная плотина, правая насыпная плотина и левая насыпная плотина. Общая длина плотины — 7 км.